# Armenspeisung

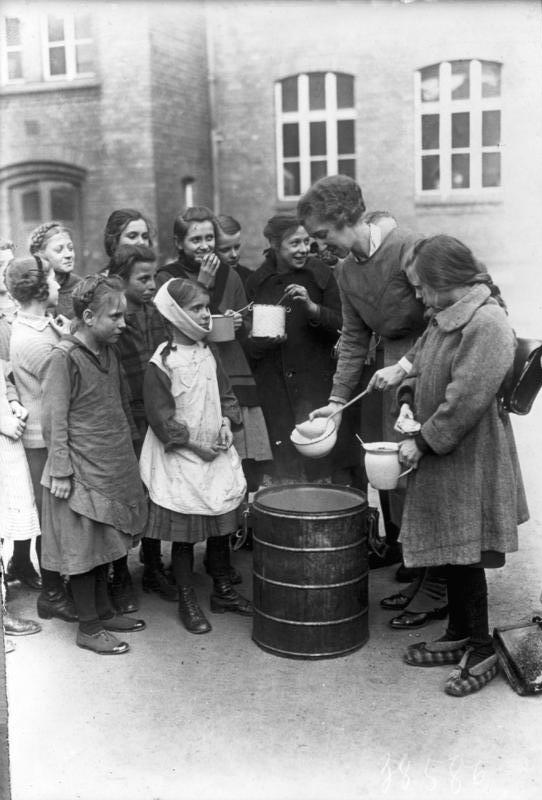
Speisung bedürftiger Kinder, Berlin 1924

Die Armenspeisung ist ein Brauch aus früheren Zeiten, bei dem die Bettler und die Armen einer Stadt mit Nahrung, Kleidung und manchmal auch mit Geld versorgt wurden. Armenspeisungen konnten an einem Tag (häufig an christlichen Feiertagen) oder wiederkehrend abgehalten werden.
Die Armenspeisung stammt aus dem Mittelalter, wo sie sich durch das Christentum immer weiter ausbreitete, weil sie zu den sieben Werken der Barmherzigkeit gezählt wird.
Der Brauch lebt bis heute durch Initiativen wie Tafeln, Suppenküchen, Volxküchen, Vesperkirchen und öffentliche Kleiderkammern fort.